# La lettera anonima

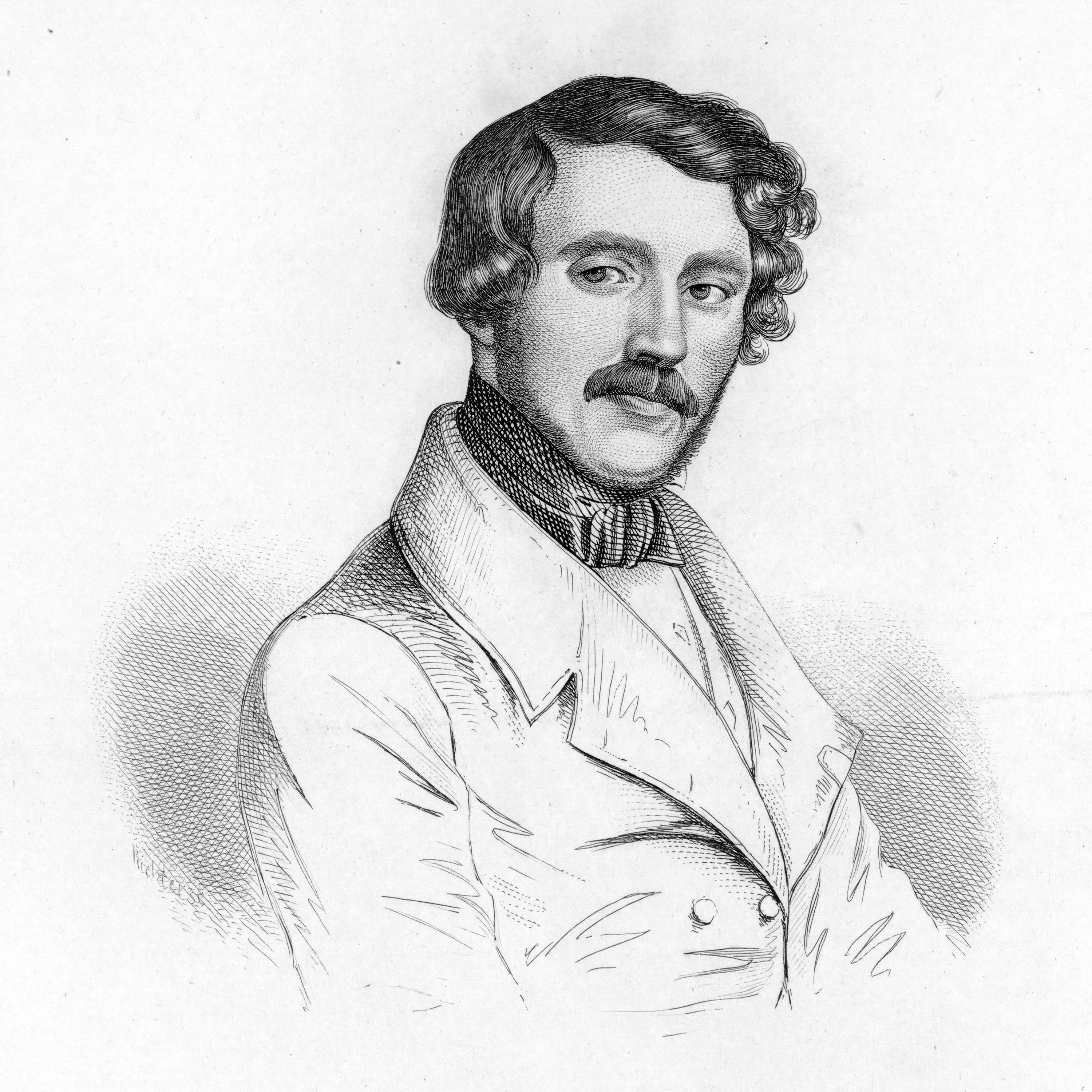
Gaetano Donizetti.

La lettera anonima (Det anonyma brevet) är en opera (farsa med talad dialog) i en akt med musik av Gaetano Donizetti och libretto av Giulio Genoino efter pjäsen Mélite, ou Les fausses lettres av Pierre Corneille (1630).

## Historia
Tack vare ett rekommendationsbrev från sin lärare Johann Simon Mayr befann sig Donizetti i Neapel och fick den 12 maj 1822 en beställning att skriva en opera tillsammans med sin impressario Domenico Barbaja, med vilken han redan hade skrivit La zingara. Sex veckor senare hade operan premiär (29 juni 1822) på Teatro del Fondo i Neapel. Musiken mottogs väl av kritikerna och föreställningen gavs tjugo gånger, även om den enligt Donizetti: "blev halvt förstörd på grund av en sångarnovis (Cecconi)". Men "musiken innehåller ett vackert dansnummer av dansmästaren Flageolet, och en utökad kvartett, 'Stelle che intesti', det enda som kritikerna hyllade efter premiären" då det undvek "dessa cabalettor och det symmetriska upprepandet av motiv som tvingar alla sångare att upprepa samma musikfraser oavsett vilka olika känslor som må uppfylla dem".

## Personer
| Roller                          | Röstläge | Premiärbesättning 29 juni 1822 (Dirigent: – ) |
| ------------------------------- | -------- | --------------------------------------------- |
| Grevinnan Rosina                | sopran   | Flora Fabbri                                  |
| Kapten Filinto, hennes älskade  | tenor    | Giovanni Battista                             |
| Melita, Rosinas inneboende      | sopran   | Teresa Cecconi                                |
| Lauretta, Rosinas husa          | sopran   | Raffaela de Bernardis                         |
| Don Macario, Rosinas farbror    | baryton  | De Franchi                                    |
| Giliberto, Don Macarios betjänt | bas      | Giovanni Pace                                 |
| Flagiolet, En danslärare        | baryton  | Calvarola                                     |
| Kör: Tjänare och servitörer     |          |                                               |

## Handling
Plats: Frankrike
Tid: 1600-talet
Melita har skrivit ett anonymt brev till grevinnan i vilket hon anklagar greven för otrohet. Grevinnan använder istället brevet för att anklaga sin älskare för samma brott. Husan Lauretta får skulden för brevet men då det visar sig att hon varken kan läsa eller skriva, erkänner Melita att hon skrev brevet. Hon blir förlåten av grevinnan.

### Citerade källor
- Ashbrook, William och Sarah Hibberd (2001), i Holden, Amanda (red.), The New Penguin Opera Guide, New York: Penguin Putnam. ISBN 0-14-029312-4.  pp. 224 – 247.
- Osborne, Charles, The Bel Canto Operas of Rossini, Donizetti, and Bellini, Portland, Oregon: Amadeus Press, 1994 ISBN 0-931340-71-3

### Andra källor
- Allitt, John Stewart (1991), Donizetti: in the light of Romanticism and the teaching of Johann Simon Mayr, Shaftesbury: Element Books, Ltd (UK); Rockport, MA: Element, Inc.(USA)
- Ashbrook, William (1982), Donizetti and His Operas, Cambridge University Press. ISBN 0-521-23526-X
- Ashbrook, William (1998), "Donizetti, Gaetano" i Stanley Sadie  (red.),  The New Grove Dictionary of Opera, Vol. One. London: Macmillan Publishers, Inc. ISBN 0-333-73432-7 ISBN 1-56159-228-5
- Black, John (1982), Donizetti’s Operas in Naples, 1822—1848. London: The Donizetti Society.
- Loewenberg, Alfred (1970). Annals of Opera, 1597-1940, 2nd edition.  Rowman and Littlefield
- Sadie, Stanley, (Ed.); John Tyrell (Exec. Ed.) (2004), The New Grove Dictionary of Music and Musicians.  2nd edition. London: Macmillan.  ISBN 978-0-19-517067-2  (hardcover). ISBN 0-19-517067-9 OCLC 419285866 (eBook).
- Weinstock, Herbert (1963), Donizetti and the World of Opera in Italy, Paris, and Vienna in the First Half of the Nineteenth Century, New York: Pantheon Books. LCCN 63013703-{{{3}}}